# Johann Ernst Heinsius

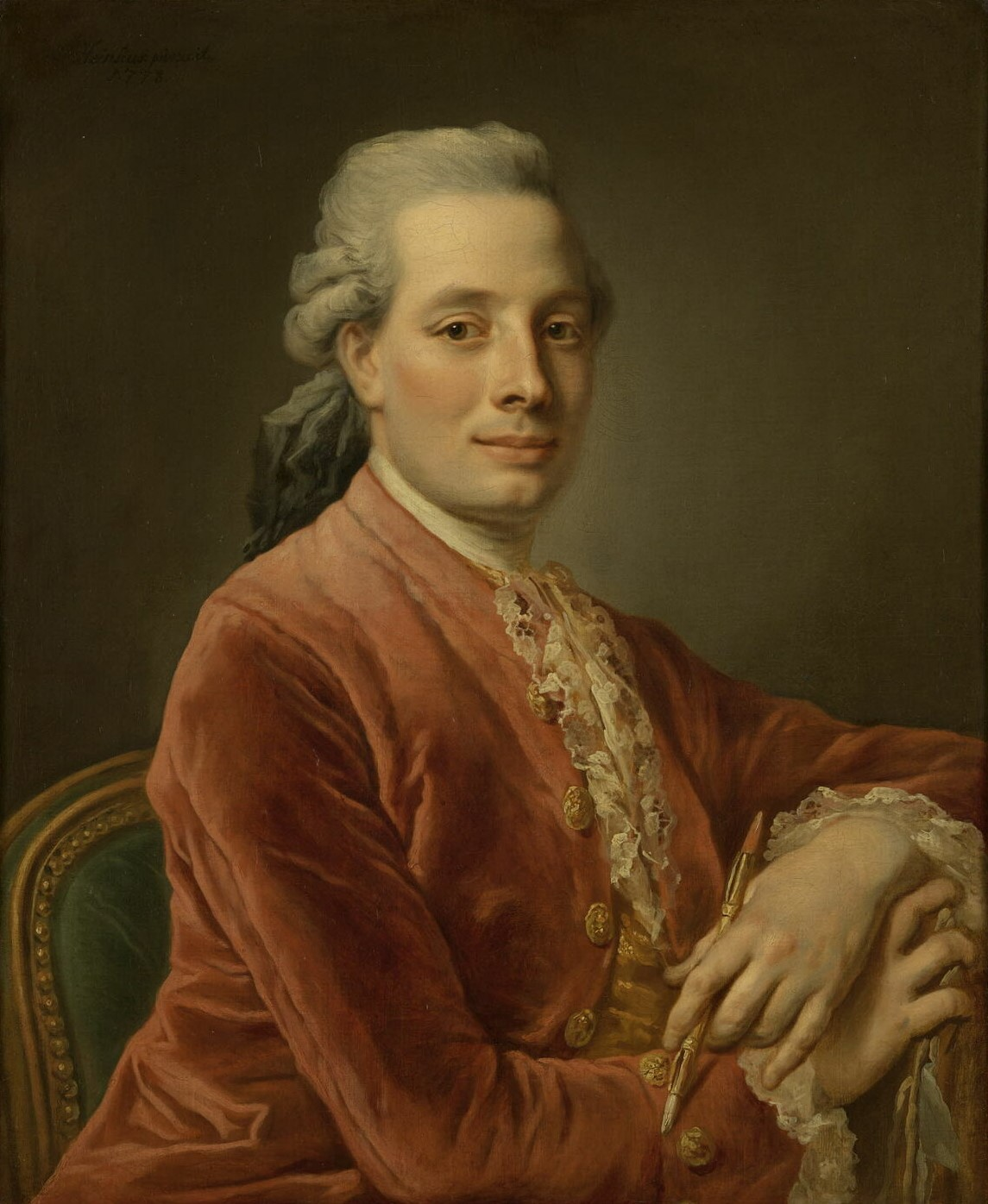
Johann Ernst Heinsius

Johann Ernst Heinsius (* 21. Mai 1731 in Ilmenau; † 18. Oktober 1794 in Erfurt) war ein deutscher Maler. 

## Leben

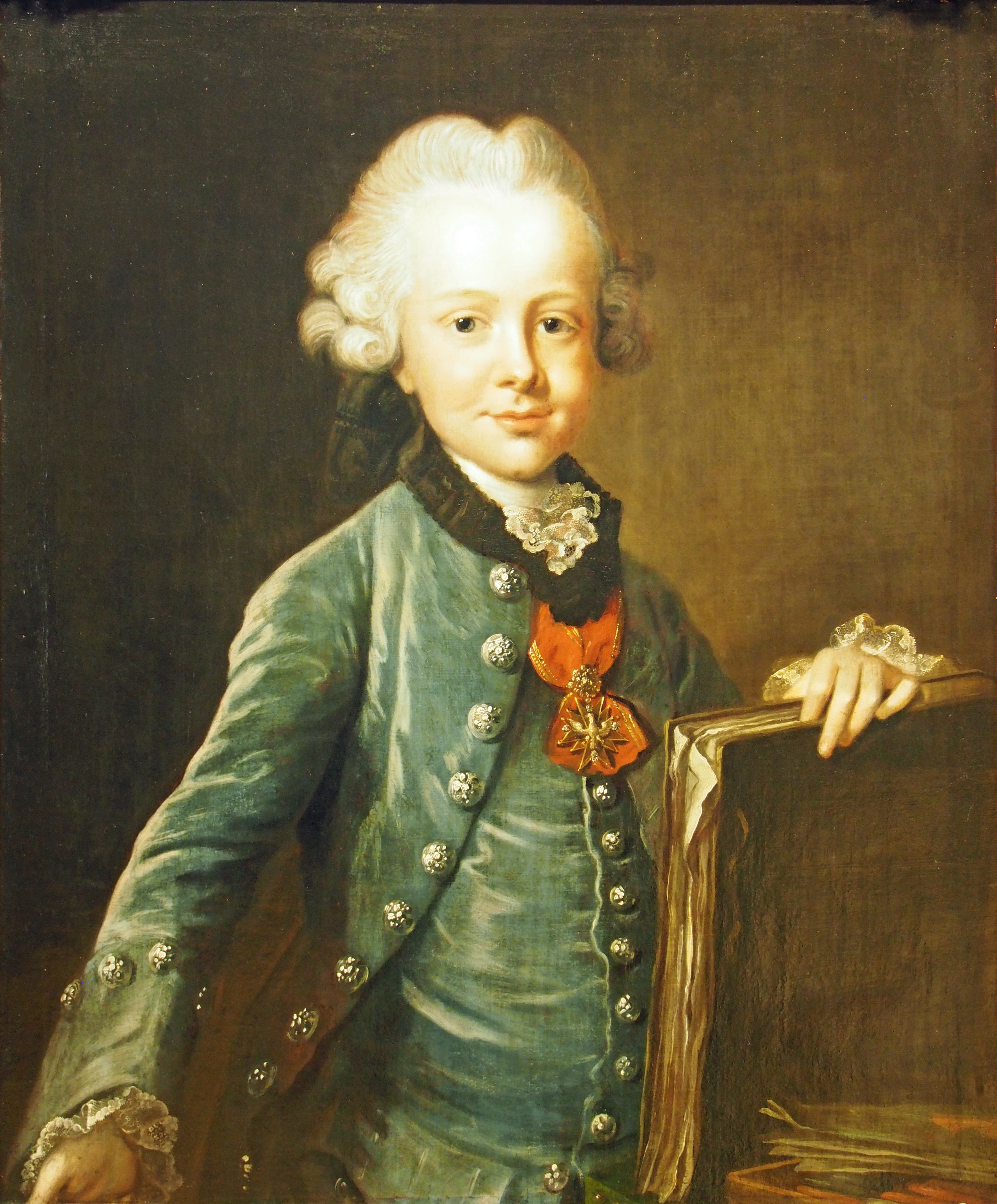
Friedrich Ferdinand Konstantin von Sachsen-Weimar-Eisenach Porträt von J. E. Heinsius nach Johann Georg Ziesenis

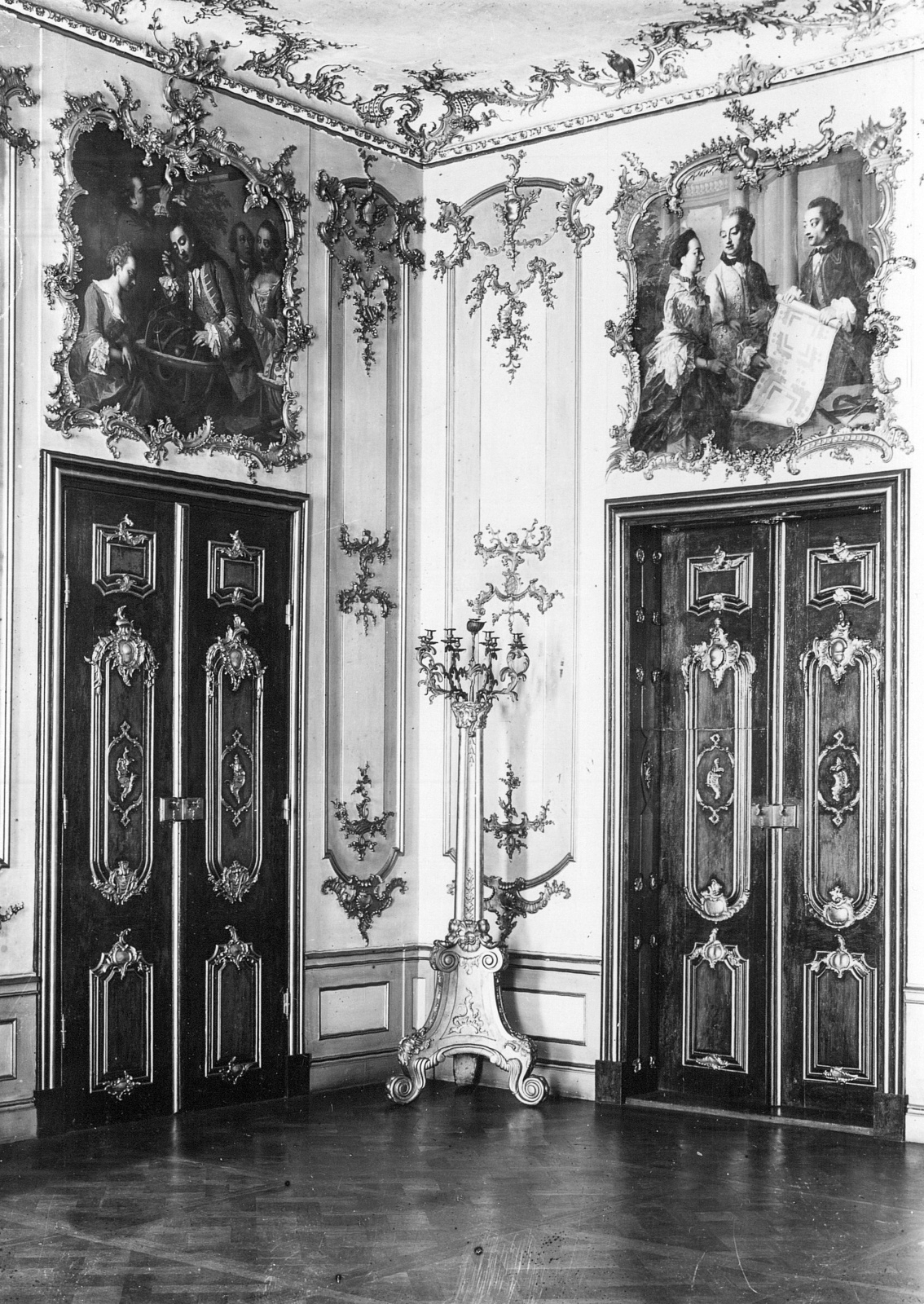
Supraporte „Sternkunde“ von Heinsius auf der Heidecksburg

Er war für mehrere Höfe in Thüringen tätig, insbesondere für den Herzog Karl August von Sachsen-Weimar-Eisenach (1757–1828) in Weimar, und erwarb sich als Porträt- und Bildnismaler einen bleibenden Namen. Eines seiner wichtigsten Porträts ist das der Herzogin Anna Amalia von Sachsen-Weimar-Eisenach aus dem Jahre 1773. Auch Goethe wurde von ihm porträtiert. Seine Kontakte zum Goethe-Kreis blieben ansonsten eher gering, wenn man von Anna Amalia selbst einmal absieht. Nachweisbar ist seine Tätigkeit auch auf der Heidecksburg in Rudolstadt ebenso wie am Hof von Hildburghausen bis 1769.
Zunächst hatte er ab 1772 als Hofmaler die Aufsicht über die Bildergalerie der Wilhelmsburg in Weimar inne, was sich jedoch mit dem Schlossbrand 1774 bereits erledigt hatte. Er hatte in Weimar kein auskömmliches Leben, woran ihn hauptsächlich Krankheitsfälle und Schulden und Misswirtschaft seiner Familie hinderten. Der Herzog beurlaubte ihn 1781 für drei Jahre mit Bezahlung, in denen Heinsius in Hamburg erfolgreich tätig war. Dort hatte er hauptsächlich für die reiche Bürgerschaft gearbeitet. Aus dieser Zeit stammt ein Porträt der Johanna Margaretha Sieveking. Bei seiner Rückkehr nach Weimar drei Jahre später fand er den erwirtschafteten Gewinn durch seine Familie bereits aufgebraucht vor. Seine fortbestehende wirtschaftliche Notlage war offenbar nur zu mildern durch eine 1788 erfolgte Anstellung als Lehrer an die von Georg Melchior Kraus geleitete Fürstliche freie Zeichenschule Weimar. 
Heinsius war in Ilmenau als Sohn des Schloss- und Büchsenmachers, der sein Handwerk allerdings früh aufgegeben hatte, und des am Rudolstädter Hof tätigen Malers Johann Christian Heintze geboren worden und starb in der kurmainzischen Stadt Erfurt, wohin er sich zuletzt zurückgezogen hatte.
Er war der Bruder des Malers Johann Julius Heinsius. Mit diesem wird er häufig verwechselt.